# Purificación, Mexiko
Purificación är en ort i Mexiko.   Den ligger i kommunen Villa Purificación och delstaten Jalisco, i den södra delen av landet, 600 km väster om huvudstaden Mexico City. Purificación ligger 452 meter över havet och antalet invånare är 4 740.
Terrängen runt Purificación är varierad. Runt Purificación är det mycket glesbefolkat, med 6 invånare per kvadratkilometer. Purificación är det största samhället i trakten. Omgivningarna runt Purificación är en mosaik av jordbruksmark och naturlig växtlighet.